# Narathura anthea
Narathura anthea är en fjärilsart som beskrevs av Evans 1925. Narathura anthea ingår i släktet Narathura och familjen juvelvingar. Inga underarter finns listade i Catalogue of Life.